# El dolor de los demás
El dolor de los demás es una novela escrita por el autor murciano Miguel Ángel Hernández, publicada en 2018 por la editorial Anagrama. Es una novela híbrida entre la autoficción y la crónica, donde el autor regresa a su pedanía natal en Murcia para investigar un crimen real ocurrido en su adolescencia cuando, en la nochebuena de 1995, su mejor amigo asesinó a su hermana para después quitarse la vida.
El libro reflexiona sobre la memoria, la escritura y los límites entre la literatura y la vida real, explorando cómo se reconstruye el pasado y el impacto del dolor ajeno en quienes lo observan. 

## Contexto
En la Nochebuena de 1995, el mejor amigo de Miguel Ángel Hernández asesinó a su hermana y se quitó la vida saltando por un barranco. Ocurrió en un pequeño caserío de la huerta de Murcia y el caso se cerró sin aportar datos que ayudasen a encontrar una explicación. 

## Argumento
Veinte años después, cuando el acontecimiento que marcó la vida del autor parece haber quedado en el olvido, el escritor decide regresar a la huerta e intenta reconstruir aquella noche trágica que marcó el fin de su adolescencia. La novela refleja el despertar de los fantasmas del pasado y los ecos de una infancia muy influenciada por la Iglesia y los sentimientos del pecado y la culpa, que se desarrolló en un ambiente cerrado y opresivo al que ahora vuelve con la perspectiva de una nueva vida alejada de todo eso. 

## Personajes
El personaje principal sobre el que gira toda la estructura de la novela es el propio autor que intercala capítulos en lo que narra acontecimientos del pasado con otros en los que abarca el proceso de escritura de la propia novela. Aparecen en diversas ocasiones varios personajes secundarios con los que, en los capítulos referentes al proceso de escritura, dialoga para introducir datos relevantes para la historia, mientras que los que aparecen en los capítulos del pasado son descritos siempre en tercera persona desde la perspectiva de la memoria del autor. En estos capítulos predominan  las alusiones a sus padres, hermanos y vecinos principalmente además de a su amigo y su hermana fallecidos.

## Temas
La novela trata principalmente sobre la colisión de dos mundos y dos modos de vida. Por una parte un acercamiento a una España profunda e inexplorada reflejada en una pequeña pedanía de la huerta de Murcia, por otro una reflexión acerca del papel del arte ante el dolor de los demás. Qué puede hacer y la legitimación para hacerlo.

## Recepción
Desde su publicación la obra tuvo una gran acogida entre el público y la crítica. 
«Uno de los escritores europeos más destacados de su generación» (Enrique Vila-Matas).
«Brillante dicotomía. Habla, a través del dolor de los demás, del propio; y con gran maestría, valor moral, sin pudor, con transparencia y sobre todo, con una elegancia e inteligencia soberbias» (Pedro Pujante).
«Una sensibilidad espléndida y unos ecos narrativos –Blanchot, Beckett, Bernhard– de primerísimo orden» (Ricardo Menéndez Salmón).
«Altísimo valor literario, sugerente, vigoroso, repleto de lirismo» (José Belmonte, Ababol).
«Miguel Ángel Hernández pertenece a ese grupo selecto de escritores jóvenes españoles que gozan de esa voz propia y arriesgada que tanto gusta a los lectores exigentes, esa que se encuentra en la senda de la literatura de calidad» (J. Ruiz Vega, El Fescambre).
«Un pensador inteligente y un escritor estimulante con el que uno quisiera embarcarse en un viaje literario» (Dominik Bloedner, Badische Zeitung).
«Un escritor seguro, maduro: sobre todo porque ha logrado comunicar que su literatura tiene mucho que decir» (J. M. Pozuelos Yvancos, ABC Cultural).

## Premios
Premio al Libro Murciano del año 2018.

## Adaptaciones (Actualmente en fase de desarrollo).
La productora murciana Biopic Films llevará al cine la adaptación de la novela de Miguel Ángel Hernández. La cinta, un drama en tono de 'thriller' inspirado en un crimen real y localizada principalmente en la huerta de Murcia, será una adaptación de la novela, que relatará la historia de un escritor que investiga para su próximo libro el crimen que cometió su mejor amigo 20 años atrás. 
El proyecto estará producido por Daniel E. Moncho (Biopic Films), dirigido por Joaquín Carmona Hidalgo ('Últimas voluntades'), quien además firma el guion en un trabajo 'ad hoc' junto al escritor de la novela y al guionista Salvador Serrano ('Últimas voluntades'). Será el segundo largometraje como director de Joaquín Carmona, un proyecto en el que se embarca con una doble dedicación, pues además de dirigir coescribe la cinta junto a Salvador Serrano y al propio Miguel Ángel Hernández.
La cinta se encuentra en fase avanzada de desarrollo y está previsto que se ruede en 2026, con un fuerte apoyo del sector privado e institucional.

### Reseñas
- Reseña Librújula (04/05/18)
- Reseña El Cultural - Diario El Mundo (04/05/18)
- Reseña El Diario Vasco (05/05/18)
- Reseña ABC Cultural (12/05/18)
- Reseña El Español (11/05/18)
- Reseña Diario de León - Filandón (20/05/18)
- Reseña La Opinión de Murcia - Libros (19/05/18)
- Reseña La Razón (24/05/18)
- Reseña Lecturas Iletradas (28/05/18)
- Reseña Babelia - Diario El País (16/06/18)
- Reseña Ruta 66 (octubre 2018)
- Reseña Diario de Sevilla (30/10/18)
- Reseña La ventana de los libros - Blog (noviembre 2018)
- Reseña Más de arte - Fuera de menú (15/01/19)
- Reseña El Cultural - Diario El Mundo (26/04/19)

### Entrevistas
- Entrevista al autor en El Cultural - Diario El Mundo (04/05/2018)
- Entrevista al autor en Alicante Plaza (11/06/2018)